# Kyste sébacé
 Mise en garde médicale
Un kyste sébacé est une tumeur sous-cutanée bénigne. Ce terme regroupe en réalité deux entités différentes:  
- Le kyste épidermique, ou kyste folliculaire
- Le kyste trichilemmal, ou kyste pilaire, ou loupe

Ces deux types de kystes contiennent de la kératine, et non du sébum, et aucun d'entre eux ne dérive des glandes sébacés. Les kystes épidermiques et trichilemmaux dérivent du follicule pileux. La dénomination « kyste sébacé » est donc erronée mais persiste dans le langage courant. Il existe une tumeur kystique dérivant bien des glandes sébacées, le sébocystome qui est beaucoup plus rare et peut entrer dans un syndrome génétique du nom de sébocystomatose.

## Signes et symptômes
Le cuir chevelu, les oreilles, le visage, le dos et les bras sont des zones de prédilection pour les kystes sébacés. A la palpation ce sont des masses sous-cutanées généralement mobiles.
La nature du contenu dépend du type de kyste mais comporte une paroi épithéliale et un contenu composé de débris de kératine plus ou moins compact, dont l'aspect macroscopique est celui d'un matériel jaunâtre caséeux. Le kyste peut devenir purulent en cas d'infection.

## Causes
Une surproduction de testostérone serait un facteur de risque, en témoignerait la plus grande prévalence chez les utilisateurs de stéroïdes anabolisants.

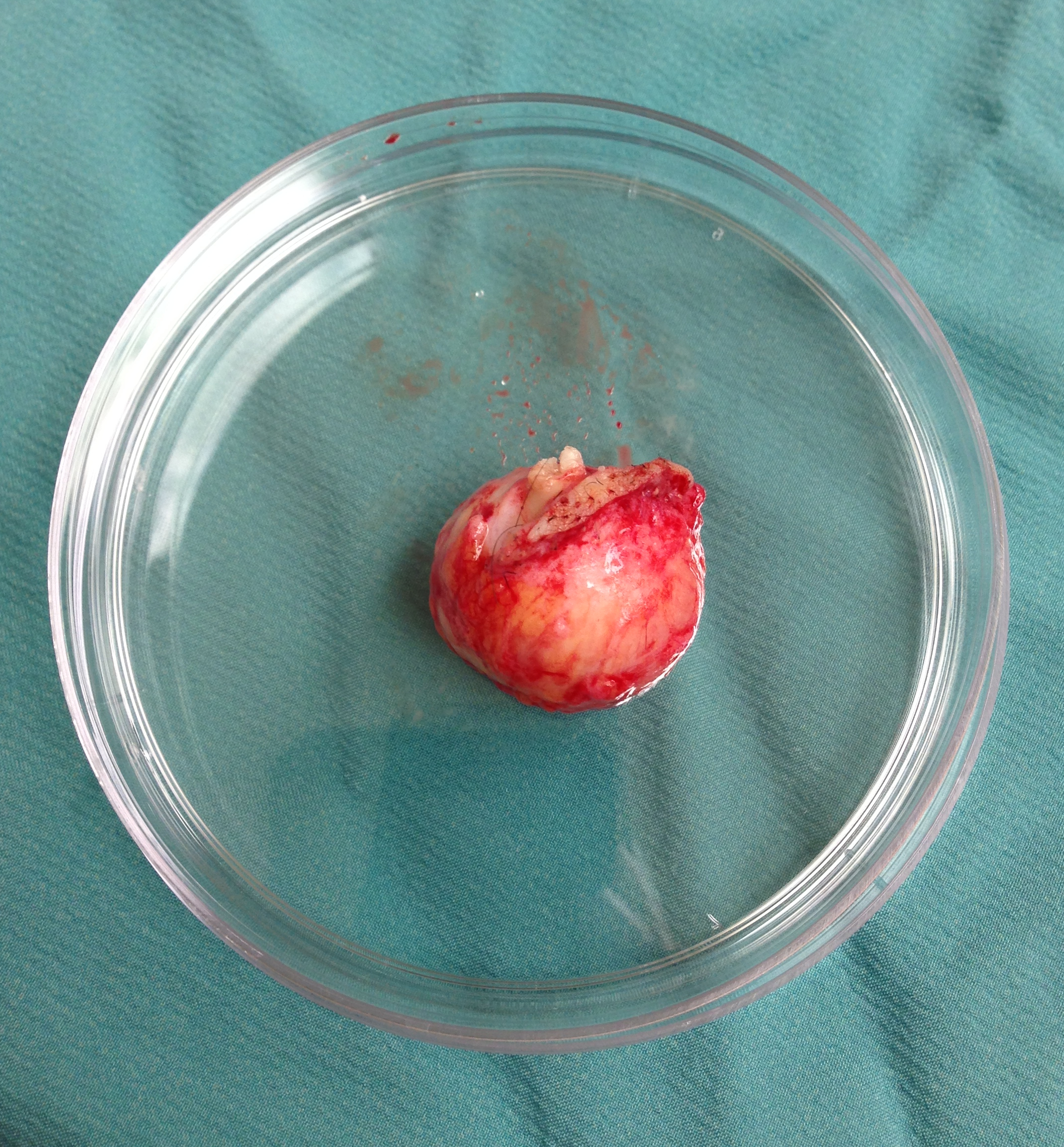
Pièce d'exérèse d'un kyste sébacé

Le syndrome de Gardner est une cause héréditaires de multiples kystes épidermoïdes.

## Traitement
Le traitement repose sur l'exérèse chirurgicale de la lésion, sous anesthésie locale. Si le kyste est entièrement retiré, la lésion ne récidive pas. Plusieurs techniques chirurgicales existent, comme l'exérèse traditionnelle large, l'exérèse micro invasive ou même l'excision par punch biopsie,.
Un kyste infecté peut nécessiter des antibiotiques avant ou après l'exérèse. Si du pus s'est déjà formé, une incision et un drainage peuvent être pratiqués.